# Crayke Castle
Crayke Castle er en middelalderborg i landsbyen Crayke, North Yorkshire, England. Den består af et restaureret beboelsestårn fra 1400-tallet i fire etager, og tilstødende udbygninger samt et separat tårn fra 1400-tallet kaldet "New Tower". Det ligger på Church Hill i Crayke.
Det er en listed building af første grad.